# Pribék István (püspök)

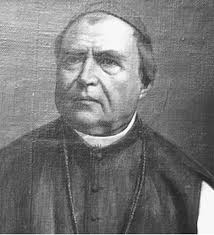
Pribék István József címzetes lorymai püspök, veszprémi nagyprépost és kanonok arcképe

Pribék István József (villei) (Kenese, 1814. március 18. – Veszprém, 1898. július 12.) fölszentelt lorymai püspök, nagyprépost. Veszprém

## Életútja
Villei Pribék István József régi nemesi család sarjaként született. Apja, Pribék Félix különböző állami és egyházi uradalmakban volt gazdatiszt, illetve tiszttartó, majd szolgabíró, anyja Szuper Terézia. Az elemi iskoláit Cegléden, a gimnáziumot Budán, Esztergomban és Veszprémben végezte, mindig ott, ahol apja éppen a munkája miatt költözni kényszerült. A filológiát Szombathelyen és Pécsen hallgatta, majd 1834-től a bécsi Pázmáneumban teológiát tanult. 1837. július 23-án szentelték pappá, majd Veszprémben volt káplán.
1849-ben Veszprémben megjelent munkája: Jézus egyházának történelme alsóbb rendű iskolás gyermekek számára.
1850-től  a szeminárium spirituálisa, lelki igazgatója Veszprémben. 1854 lett városi plébános és kanonok, 1861-től koppányi címzetes prépost.
1864-ben megalakította a veszprémi Katolikus Legényegyletet.
1866-tól somogyi, 1870-től zalai, majd 1872-től székesegyházi főesperes és hántai préposttá nevezték ki.
1873. április 25-én kapta püspöki kinevezését, és még az év december 23-án szentelték föl lorymai püspöknek. Mivel egyházmegyét nem kapott a püspökséghez, ezért lett lorymai püspök, amely a mai Törökország területén lévő, volt püspökség. 1874-ben megépíttette a veszprémi várban a mostani Plébániaházat.
1875-ben a Veszprém megyei káptalan helynökévé választják, egyúttal ő lesz Kovács Zsigmond veszprémi megyés püspök püspöksége alatt a püspöki vicarius, vagyis a megyés püspök helyettese. 1888-ban nagypréposttá választják, ebben az évben tartotta Aranymiséjét is.
Pribék István József népszerűsítette a csatári búcsújárásokat, amelyeket 1767 körül kezdeményezett Hilarion ferences remete.
1898. július 12-én Veszprémben halt meg, a Vasárnapi Újság 29. száma szentelt neki nekrológot. A veszprémi Alsóvárosi temetőben nyugszik.

## Munkái
- Jézus egyházának történelme alsóbb rendű iskolás gyermekek számára, Veszprém, 1849. (Ism. Religio 1849. II. 21. szám.)[2]